# Escopo
O escopo, no âmbito da gestão de projetos, designa a especificação do limite dentro do qual os recursos de sistema podem ser utilizados, ou seja, o seu propósito.
No âmbito da Matemática, o escopo de um operador pode ser explicado através de alguns exemplos.
Na aritmética, quando adicionamos uma lista de números; por exemplo: {\displaystyle 2+4+5}, a ordem da adição não faz diferença para o resultado (se primeiro adicionamos 2 e 4 , ou se primeiro adicionamos 4 e 5). Todavia, quando outra operação está envolvida, a ordem faz diferença. P.ex., faz diferença para o resultado de {\displaystyle 2+4\times 5}, se primeiro adicionamos 2 e 4, e depois multiplicamos o resultado por 5, ou se primeiro multiplicamos 4 e 5, e depois adicionamos 2. Assim, {\displaystyle 2+4\times 5} é ambígua entre {\displaystyle 2+(4\times 5)} e {\displaystyle (2+4)\times 5} , ambigüidade que pode ser facilmente evitada, como fica claro, usando parênteses.
Procede-se da mesma maneira em lógica, tal como no chamado cálculo proposicional. Por exemplo, em notação quase-formal, distinguimos ((P ou Q) e R), de (P ou (Q e R)) -- onde P , Q e R são variáveis proposicionais, e ou e e têm a força lógica da disjunção e da conjunção. O recurso aos parênteses, nesse caso, também evita ambiguidades, de modo que uma fórmula complexa possa ser decomposta de uma única maneira em seus átomos, e  pela atribuição de um valor de verdade aos átomos resulte um único valor de verdade para a fórmula complexa. 
Fálacias de escopo podem ser geradas, também, quando estão envolvidos operadores do cálculo de predicados, ou seja os quantificadores existenciais e universais, em particular, no que se chama "generalidade múltipla". Por exemplo:
(1) Todo garoto ama uma garota.
Essa frase admite pelo menos duas leituras, conforme consideremos como amplo ou como restrito os escopos dos quantificadores universal  (representado por “todo”) e existencial (representado por “uma”).
Talvez os casos mais interessantes para o exame da noção de escopo sejam aqueles envolvendo a interação entre operadores chamados extensionais (como os do cálculo proposicional e do cálculo de predicados) e operadores chamados intensionais ou hiperintensionais (como os das váriaveis lógicas modais e epistêmicas). Por exemplo:
(2) Todos os números pares são necessariamente múltiplos de 2.
em que interagem o quantificador universal e o operador modal (representado por "necessariamente"). Willar Quine objetou a certas interações entre operadores modais e extensionais por nos comprometerem com alguma forma de essencialismo.
Um dos mais famosos tratamentos dado à noção de escopo -- e que nortearia uma parte do debate em torno das relações entre referência e modalidade -- é o de Bertrand Russell, em sua teoria das descrições definidas. Russell distingue a ocorrência primária de uma descrição da ocorrência secundária (ou n-ária) da mesma ou de outra descrição -- o que nada mais é também do que uma distinção de escopo --, relativamente aos escopos de outros operadores. Por exemplo:
(3) George IV crê que Scott é o autor de Waverley.
admitiria, segundo Russell, duas interpretações, conforme a descrição definida “o autor de Waverley” tenha uma ocorrência primária, a saber,
(3.1) Existe pelo menos um x, existe no máximo um x, e x escreveu Waverley, e George IV crê que Scott=x.
ou conforme a descrição definida tenha uma ocorrência secundária, a saber,  
(3.2) George IV crê que existe pelo menos um x, que existe no máximo um x, e que x escreveu Waverley.
A análise de (3) procede de acordo com as regras que Russell fornece informalmente em "On Denoting" (1905) e formalmente em Principia Mathematica (1910-13).
Numa terminologia que também pode ser usada para capturar as distinções propostas por Russell, diz-se que em (3.2) a atitude proposicional  crer é de dicto, i.e., que George IV crê numa proposição (dictum), nesse caso, numa proposição geral; e que em (3.1) temos uma atitude de re, a crença de George IV numa coisa (res) (cf. crença). Uma questão adicional envolvida é saber de que entidade essa atitude é de re -- se é que é de alguma entidade.